# Xenicotela pardalina
Xenicotela pardalina là một loài bọ cánh cứng trong họ Cerambycidae.